# سفيتوسلاف تودوروف
سفيتوسلاف تودوروف (بالبلغارية: Светослав Тодоров)‏، من مواليد 30 أغسطس 1978 في دوبريش في بلغاريا، لاعب كرة قدم بلغاري.
بدأ مسيرته الكروية مع نادي دوبروزها دوبريش في موسم 1996/1997، وشارك معهم في 12 مباراة وسجل هدفين، وفي عام 1997 انتقل إلى نادي ليتكس لوفيتش، ولعب معهم حتى عام 2001، وشارك معهم في 69 مباراة وسجل 35 هدف، وفي موسم 2001/2002 انتقل إلى نادي وست هام يونايتد الإنجليزي، ولعب معهم 14 مباراة وسجل هدف واحد، وفي عام 2002 انتقل إلى نادي بورتسموث الإنجليزي، وهو يلعب معهم حتى الآن، وفي موسم 2005/2006 أعير إلى نادي ويغان أثلتك الإنجليزي، ولعب معهم 5 مباريات وسجل هدفين.
و هو يلعب مع منتخب بلغاريا لكرة القدم منذ عام 1998.

## روابط خارجية
- سفيتوسلاف تودوروف على موقع الاتحاد الأوربي (الإنجليزية)
- سفيتوسلاف تودوروف على موقع اتحاد أوكرانيا (الإنجليزية)
- سفيتوسلاف تودوروف على موقع قاعدة بيانات كرة القدم.إي يو (الإنجليزية)
- سفيتوسلاف تودوروف على موقع ناشيونال فوتبول تيمز (الإنجليزية)
- سفيتوسلاف تودوروف على موقع Soccerbase.com (لاعب) (الإنجليزية)
- سفيتوسلاف تودوروف على موقع Soccerway.com (الإنجليزية)
- سفيتوسلاف تودوروف على موقع عالم كرة القدم.نت (الإنجليزية)
- سفيتوسلاف تودوروف على موقع كووورة